# Абузаров, Леонард Билалович
Абузаров Леонард Билалович (30 июля 1947, Байкибаш, Башкирская АССР — 13 октября 1985, Уфа) — советский художник-живописец.

## Биография
Абузаров Леонард Билалович родился 30 июля 1947 года в году в селе Байкибашево Караидельского района Республики Башкортостан.
Художественное образование получил на художественно-оформительском отделении (ныне — отделение изобразительных искусств) Уфимского училища искусств. (1971—1975; преподаватель Мугтобаров Л.Ф.).
1965—1969 — служба в рядах Советской Армии.
1970—1975 — работал художником-оформителем в Уфимском государственном цирке.
Леонард Билалович Абузаров трагически погиб 13 октября 1985 года в Уфе.

## Творчество
Искусствоведы называют Абузарова художником-лириком, его картины — щемящая душу ностальгия по уходящему времени, тонкая грусть чувствуется в его полотнах, где изображены уютные уфимские дворики, последние трамваи, всеми забытые старики и мечтательные мальчишки. В своем творчестве он опирался на традиции классической русской живописи XIX века. Отсюда строгое соблюдение техники и технологии, завершенность каждого произведения и сохранность холста. Художник оставил после себя творческое наследие, ставшее в один ряд с произведениями выдающихся мастеров башкирского изобразительного искусства. Герои его картин чаще всего одиночки, брошенные на произвол судьбы: «Старый Хасан» (1978), «Полкан» (1980). Глубокая философия заложена в композиции «Жизнь в разрезе», представляющей несколько кадров из жизни людей: от рождения до ухода в иной мир. Грациозный и пластичный «Жонглер» (1972) тоже своеобразный символ оторванности от мира и общества. Реалистичная манера изображения, тема одиночества человека, пытающегося найти спасение от наступающей цивилизации и агрессивной городской среды, — все это актуально и сегодня.
Произведения Леонарда Абузарова хранятся в собрании Башкирского государственного художественного музея им. М. В. Нестерова и в отечественных частных собраниях.

### Основные произведения Леонарда Абузарова
- «Вилька». 1976(?). Холст на картоне, масло. 48х48. Собрание Башкирского государственного художественного музея им. М. В. Нестерова;
- «Автопортрет». 1980—1982. Холст, масло; 145х57. Собрание Башкирского государственного художественного музея им. М. В. Нестерова;
- «Странник». 1970-е гг. Холст, масло. 45х43,8. Собрание Башкирского государственного художественного музея им. М. В. Нестерова;
- «Утро моего детства». 1976. Холст, масло. 100х134. Собрание Башкирского государственного художественного музея им. М. В. Нестерова;
- «Караидель. Сплавляют сено». 1970-е гг. Оргалит, масло. 78х60. Собрание Башкирского государственного художественного музея им. М. В. Нестерова;
- «Тихий вечер в старой Уфе». 1978. Холст, масло.115х120. Собрание Башкирского государственного художественного музея им. М. В. Нестерова;
- «Старый Хасан». 1978. Холст, масло. 120х100. Собственность семьи художника;
- «Девочка и лес». 1973—1974. Холст, масло. 60х45. Собственность семьи художника.

## Выставки
- 1976 — республиканская выставка «Художники Башкирии — XXV съезду КПСС». Уфа, ВДНХ;
- 1979 — республиканская выставка произведений молодых художников Башкирии. Уфа, Центральный выставочный зал СХ;
- 1980 — пятая зональная художественная выставка «Урал Социалистический». Тюмень;
- 2004 — групповая выставка уфимских художников «Ностальгия» (совместно с В. Жигулиным, М. Спиридоновым, С. Ахметшиным, М. Давлетбаевым). Уфа, Выставочный зал «Ижад» Башкирского государственного художественного музея им. М. В. Нестерова;
- 2013 — выставка уфимских художников Салавата Ахметшина и Леонарда Абузарова. Уфа, галерея «Урал» Республиканского центра народного творчества (Уфа);
- 2016 — групповая выставка уфимских художников «Памяти друзей» (совместно с А. Журкиным, С. Ахметшиным). Уфа, Выставочный зал «Ижад» Башкирского государственного художественного музея им. М. В. Нестерова;

#### Персональные выставки
- 1993 — Государственный музей истории и культуры народов Башкортостана (Уфа);
- 1998 — Центральная городская библиотека (Уфа);
- 2003 — Арт-галерея «Лимузин» (Уфа);
- 2007 — галерея «Урал» Республиканского центра народного творчества (Уфа);
- 2022 — галерея «Урал» Республиканского центра народного творчества (Уфа);

## Интересные факты
- Персональных выставок при жизни Леонард Абузаров не имел, в члены Союза художников принят не был. Первая персональная выставка состоялась уже после смерти художника, в 1993 году в Музее истории и культуры народов Башкортостана. И именно с той поры публика и строгие искусствоведы стали открывать для себя его работы[3].
- "Однажды Леонарду предложили написать портрет вождя мирового пролетариата, чтобы немного заработать, — вспоминает сестра художника Рада Билаловна, — на что художник ответил: «Я не смогу этого сделать. Я не вижу его глаз»[4].